# Eustrotia lineola
Eustrotia lineola är en fjärilsart som beskrevs av Franz Dannehl 1926. Eustrotia lineola ingår i släktet Eustrotia och familjen nattflyn. Inga underarter finns listade i Catalogue of Life.